# The Hunting Party Tour
Die The Hunting Party Tour war die elfte Konzert-Tour der amerikanischen Rock-Band Linkin Park. Der erste europäische Teil der Tour begann am 5. Mai 2014 in Lissabon und endete am 14. Juni in Castle Donington, England, wo sie zum ersten Mal in ihrer Karriere ihr Debütalbum Hybrid Theory in ihrer Reihenfolge gespielt haben. Am 15. Januar 2015 begann der amerikanische Teil der Tour, welche aber nach drei Konzerten, aufgrund einer Verletzung von Lead-Sänger Chester Bennington, abgesagt werden musste.

## Hintergrund
Gerüchte um eine Tour von Linkin Park kursierten, nachdem die Band einen Trailer zu Carnivores Tour veröffentlicht hatten. Der erste Teil der Europa-Tour bestand aus neun Konzerten an 16 Tagen. Der erste Teil der Tour begann mit einem Festival Auftritt bei Rock in Rio in Lissabon. Weitere Shows waren Auftritte bei Rock am Ring, Rock im Park, Alfa Romeo City Sound, Greenfield Festival und Download-Festival.
Nach der Carnivores Tour im Sommer begann im Herbst die „The Hunting Party European Tour“. In 22 Tagen wurden 16 Konzerte gespielt. Als Unterstützung spielten Of Mice & Men. Die Tour begann am 3. November in Zürich und endete am 24. November in London.
Der dritte Teil der Tour wurde am 3. November angekündigt. Dieser Teil der Tour beinhaltete 29 Konzert, wovon aber nur drei gespielt worden sind, da sich Chester Bennington eine Verletzung zugezogen hatte.
Im Sommer 2015 wurde eine Reihe an Festival-Auftritten angekündigt. Linkin Park spielen die erste Ausgabe von Rock in Rio USA als direkter Co-Headliner für Metallica. Es folgten Festival-Auftritte bei Rock on the Range, Rocklahoma, Amnesia Rockfest, Loudwire Music Festival und dem Summerfest in Milwaukee.
Im Juli spielte die Band fünf große Stadion-Shows in China, die unter dem Titel The Hunting Party China Tour liefen. Dies war die erste Tour der Band, bei der sie mehr als ein Konzert in China spielten.

## Vorgruppen
- Animal Jazz (European tour selective dates)
- Fall Out Boy (at Stadion Miejski and Ippodromo del Galoppo)
- Of Mice & Men (throughout USA & some Europe shows)
- Rise Against (throughout USA shows)
- Mad Caddies (at Marina de Montebello)
- Nothing More (at Jam Ranch)
- A Day to Remember (at Jam Ranch and Marcus Amphitheater)
- While She Sleeps (at Rybnik Stadium)
- The Last Internationale (at Stadion Miejski w Rybniku)
- My Riot (at Stadion Miejski w Rybniku)
- Disco Ensemble (at Himos Park)
- Dead by April (Himos Park)
- Lower Than Atlantis (at Stadion An der Alten Försterei)
- Broilers (at Esprit-Arena)
- Kraftklub (at Esprit-Arena)
- Simple Plan (at Ippodromo delle Capannelle)

## Songliste
Die Liste entspricht den gespielten Songs beim Auftritt in Orlando am 15. Januar 2015.
1. Guilty All the Same
2. Given Up
3. With You
4. One Step Closer
5. Blackout
6. Papercut
7. Rebellion
8. Runaway
9. Wastelands
10. Castle of Glass
11. Leave Out All the Rest / Shadow of the Day / Iridescent
12. Robot Boy
13. Numb
14. Waiting for the End
15. Final Masquerade
16. Wretches and Kings / Remember the Name
17. Lying from You
18. Somewhere I Belong
19. In the End
20. Faint

## Tourdaten
| Datum                           | Stadt                   | Land                | Veranstaltungsort                      | Vorgruppe                           | Besucherzahl              |
| ------------------------------- | ----------------------- | ------------------- | -------------------------------------- | ----------------------------------- | ------------------------- |
| Europe                          |                         |                     |                                        |                                     |                           |
| 30. Mai 2014                    | Lissabon                | Portugal            | Parque da Bela Vista                   | Animal Jazz                         | 56.000 / 57.832           |
| 1. Juni 2014                    | St. Petersburg          | Russland            | Petrowski-Stadion                      | Animal Jazz                         | 21.405 / 21.405           |
| 2. Juni 2014                    | Moskau                  | Russland            | Sports Complex Olympiysky              | Animal Jazz                         | 70.000 / 70.050           |
| 5. Juni 2014                    | Warschau                | Polen               | Stadion Miejski                        | Fall Out Boy                        | 41.000 / 42.771           |
| 7. Juni 2014                    | Adenau, Rheinland-Pfalz | Deutschland         | Nürburgring                            | Animal Jazz                         | 100.000 / 150.000         |
| 8. Juni 2014                    | Nürnberg                | Deutschland         | Volkspark Dutzendteich                 | Fall Out Boy                        | 40.000 / 42.000           |
| 10. Juni 2014                   | Mailand                 | Italien             | Ippodromo del Galoppo                  | Animal Jazz                         | 12.000 / 12.500           |
| 12. Juni 2014                   | Interlaken              | Schweiz             | Flugplatz Interlaken                   | Animal Jazz                         | 12.000 / 12.000           |
| 14. Juni 2014                   | Castle Donington        | England             | Donington Park                         | Animal Jazz                         | 105.000 / 110.000         |
| The Hunting Party European Tour |                         |                     |                                        |                                     |                           |
| 3. November 2014                | Zürich                  | Schweiz             | Hallenstadion                          | Of Mice & Men                       | 16.000 / 16.000           |
| 4. November 2014                | Stuttgart               | Deutschland         | Hanns-Martin-Schleyer-Halle            | Of Mice & Men                       | 14.000 / 14.000           |
| 6. November 2014                | Köln                    | Deutschland         | Lanxess Arena                          | Of Mice & Men                       | 18.000 / 18.000           |
| 7. November 2014                | Amsterdam               | Niederlande         | Ziggo Dome                             | Of Mice & Men                       | 17.000 / 17.000           |
| 9. November 2014                | Oberhausen              | Deutschland         | König-Pilsener-Arena                   | Of Mice & Men                       | 15.000 / 15.000           |
| 10. November 2014               | Hamburg                 | Deutschland         | O2 World Hamburg                       | Of Mice & Men                       | 18.000 / 18.000           |
| 12. November 2014               | Leipzig                 | Deutschland         | Arena Leipzig                          | Of Mice & Men                       | 14.000 / 14.000           |
| 13. November 2014               | München                 | Deutschland         | Olympiahalle                           | Of Mice & Men                       | 17.000 / 17.000           |
| 14. November 2014               | Wien                    | Österreich          | Wiener Stadthalle (Halle D)            | Of Mice & Men                       | 15.000 / 15.000           |
| 16. November 2014               | Paris                   | Frankreich          | Palais Omnisports de Paris-Bercy       | Of Mice & Men                       | 21.000/ 21.000            |
| 17. November 2014               | Frankfurt (Main)        | Deutschland         | Festhalle                              | Of Mice & Men                       | 14.000 / 14.000           |
| 19. November 2014               | Berlin                  | Deutschland         | O2 World Berlin                        | Of Mice & Men                       | 17.000 / 17.000           |
| 20. November 2014               | Bremen                  | Deutschland         | ÖVB-Arena                              | Of Mice & Men                       | 15.000 / 15.000           |
| 22. November 2014               | Manchester              | England             | Manchester Arena                       | Of Mice & Men                       | 21.000 /21.000            |
| 23. November 2014               | London                  | England             | The O₂                                 | Of Mice & Men                       | 42.000 / 42.000           |
| 24. November 2014               | London                  | England             | The O₂                                 | Of Mice & Men                       | 42.000 / 42.000           |
| TOTAL                           | TOTAL                   | TOTAL               | TOTAL                                  | TOTAL                               | 274.000 / 274.000 (100 %) |
| North America                   |                         |                     |                                        |                                     |                           |
| 15. Januar 2015                 | Orlando (Florida)       | Vereinigte Staaten  | Amway Center                           | Of Mice & Men und Rise Against      | 15.323 / 16.486           |
| 17. Januar 2015                 | Nashville               | Vereinigte Staaten  | Bridgestone Arena                      | Of Mice & Men und Rise Against      | 19.000 / 20.000           |
| 18. Januar 2015                 | Indianapolis            | Vereinigte Staaten  | Bankers Life Fieldhouse                | Of Mice & Men und Rise Against      | 18.500 / 19.000           |
| North American Summer Tour      |                         |                     |                                        |                                     |                           |
| 9. Mai 2015                     | Las Vegas               | Nordamerika         | MGM Resorts International              | Of Mice & Men und Rise Against      | 61.000 / 61.396           |
| 17. Mai 2015                    | Columbus (Ohio)         | Nordamerika         | Mapfre Stadium                         | Of Mice & Men und Rise Against      | 28.000 / 30.000           |
| 23. Mai 2015                    | Pryor                   | Nordamerika         | Catch the Fever Music Festival Grounds | Of Mice & Men und Rise Against      | –                         |
| 24. Mai 2015                    | San Antonio             | Nordamerika         | AT&T Center                            | Of Mice & Men und Rise Against      | 19.000 / 19.000           |
| 19. Juni 2015                   | Montebello (Québec)     | Kanada              | Marina de Montebello                   | Mad Caddies                         | 66.600 / 66.600           |
| 23. Juni 2015                   | Mexiko-Stadt            | Mexiko              | Arena Ciudad de México                 | –                                   | 17.600 / 22.300           |
| 25. Juni 2015                   | Monterrey               | Mexiko              | Arena Monterrey                        | TBA                                 | TBA                       |
| 27. Juni 2015                   | Mack                    | Vereinigte Staaten  | Jam Ranch                              | Nothing More und A Day to Remember  | TBA                       |
| 30. Juni 2015                   | Milwaukee               | Vereinigte Staaten  | Marcus Amphitheater                    | A Day to Remember                   | TBA                       |
| The Hunting Party China Tour    |                         |                     |                                        |                                     |                           |
| 17. Juli 2015                   | Nanjing                 | Volksrepublik China | Nanjing Olympic-Sports-Center-Stadion  | TBA                                 | TBA                       |
| 9. Juli 2015                    | Shenzhen                | Volksrepublik China | Shenzhen Bay Sports Center             | TBA                                 | TBA                       |
| 22. Juli 2015                   | Schanghai               | Volksrepublik China | Shanghai-Hongkou-Fußballstadion        | TBA                                 | TBA                       |
| 24. Juli 2015                   | Chongqing               | Volksrepublik China | Chongqing Olympic Sports Center        | TBA                                 | TBA                       |
| 26. Juli 2015                   | Peking                  | Volksrepublik China | Arbeiterstadion                        | TBA                                 | TBA                       |
| The Hunting Party European Tour |                         |                     |                                        |                                     |                           |
| 20. August 2015                 | Hasselt                 | Belgien             | Kempische Steenweg                     | TBA                                 | TBA                       |
| 22. August 2015                 | St. Pölten              | Österreich          | Green Park                             | TBA                                 | TBA                       |
| 23. August 2015                 | Hockenheim              | Deutschland         | Hockenheimring                         | TBA                                 | TBA                       |
| 25. August 2015                 | Rybnik                  | Polen               | Rybnik Stadium                         | While She Sleeps                    | TBA                       |
| 27. August 2015                 | Minsk                   | Belarus             | Minsk                                  | The Last Internationale und My Riot | TBA                       |
| 29. August 2015                 | Moskau                  | Russland            | Sports Complex Olimpiyskiy             | TBA                                 | TBA                       |
| 30. August 2015                 | St. Pölten Hauptbahnhof | Österreich          | Green Park                             | TBA                                 | TBA                       |
| 31. August 2015                 | Jämsä                   | Finnland            | Himos Park                             | Disco Ensemble und Dead by April    | TBA                       |
| 3. September 2015               | Berlin                  | Deutschland         | Stadion An der Alten Försterei         | Lower Than Atlantis                 | TBA                       |
| 5. September 2015               | Düsseldorf              | Deutschland         | Esprit-Arena                           | Broilers und Kraftklub              | TBA                       |
| 6. September 2015               | Rom                     | Italien             | Ippodromo delle Capannelle             | Simple Plan                         | TBA                       |